# Deocreme

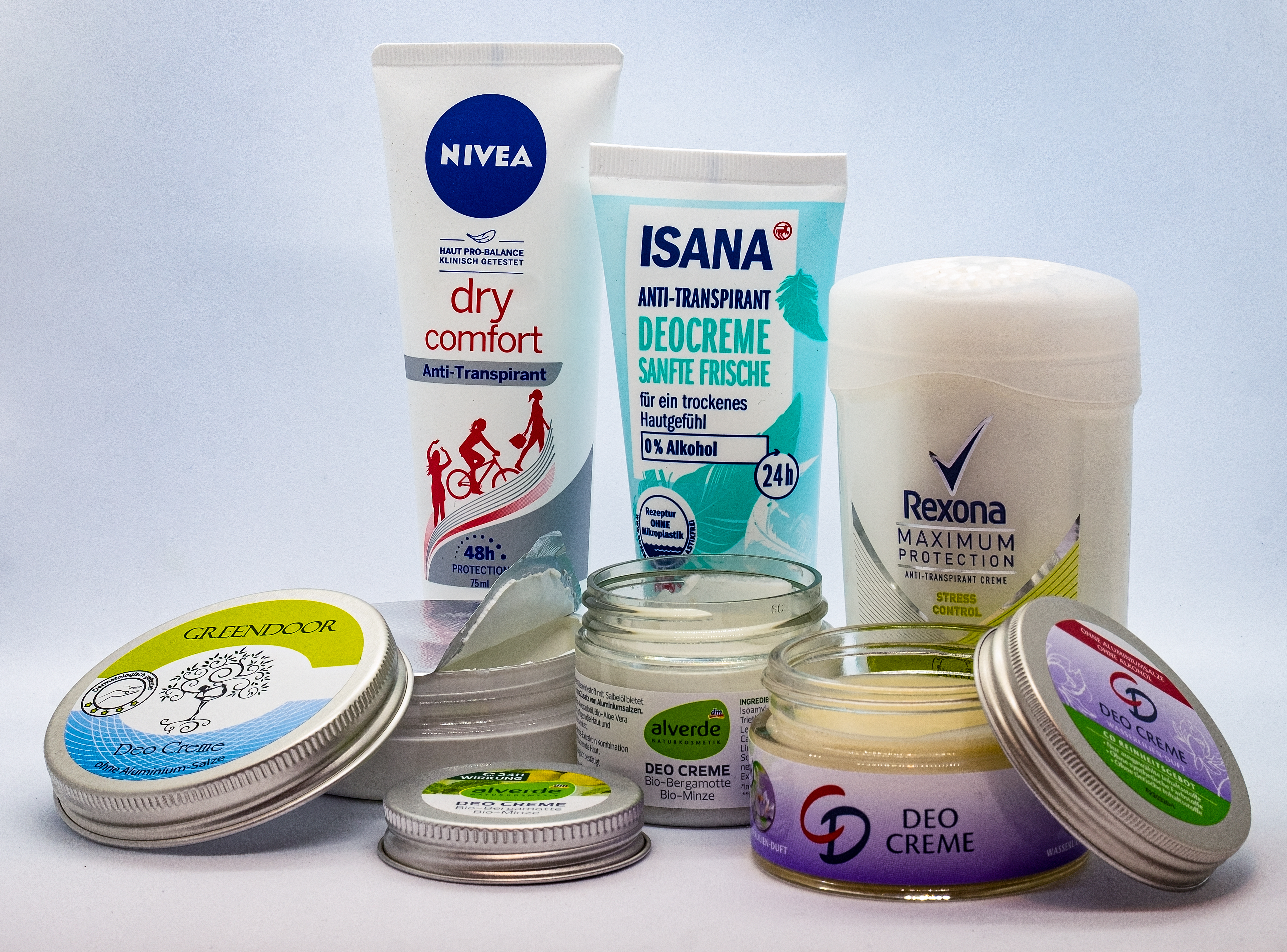
Deocreme in Gläsern, Tuben und als Stick

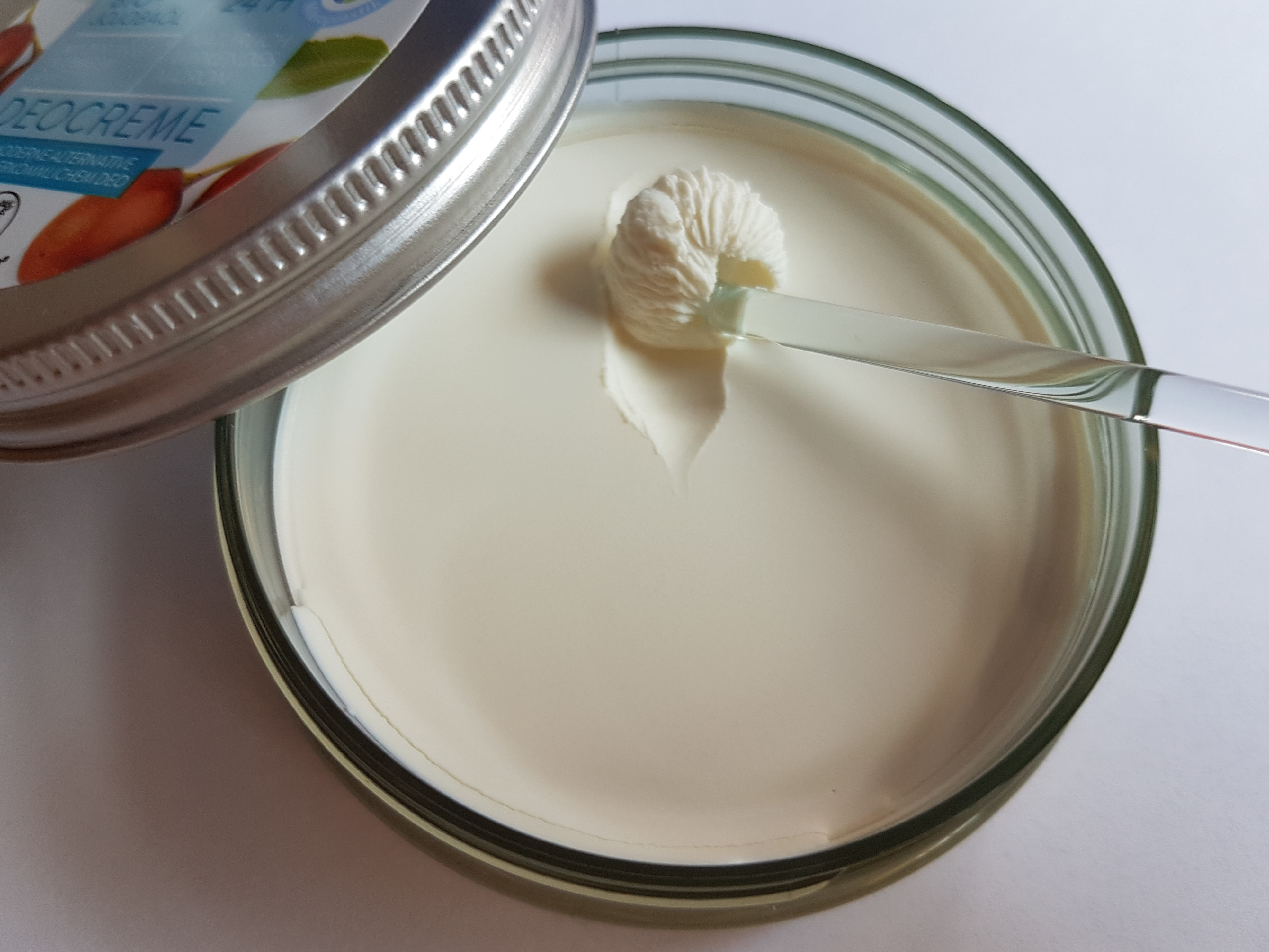
Deocreme im Glastiegel

Deocreme ist eine Form von Deodorant. Wie alle anderen Deos (Spray, Puder, Deoroller) wirkt sie einem unangenehmen Geruch in den Achselhöhlen entgegen. Aufgrund seiner festen Form kann bei dieser Form des Deodorants auf eine Spraydose aus Aluminium mit einem Treibgas oder auf eine aufwändigere Kunststoffverpackung wie beim Deoroller verzichtet werden. Viele Deocremes gelten als Naturkosmetik, werden als besonders natürlich vermarktet und verzichten auch noch auf bestimmte Inhaltsstoffe wie Palmöl, Silikone oder Paraffinen und folgen damit einem unter jungen kaufkräftigen Frauen vorherrschenden Trend, der sich auch in entsprechender Berichterstattung von Magazinen wie Cosmopolitan, Harper’s Bazaar oder Bunte zeigt.

## Herstellung

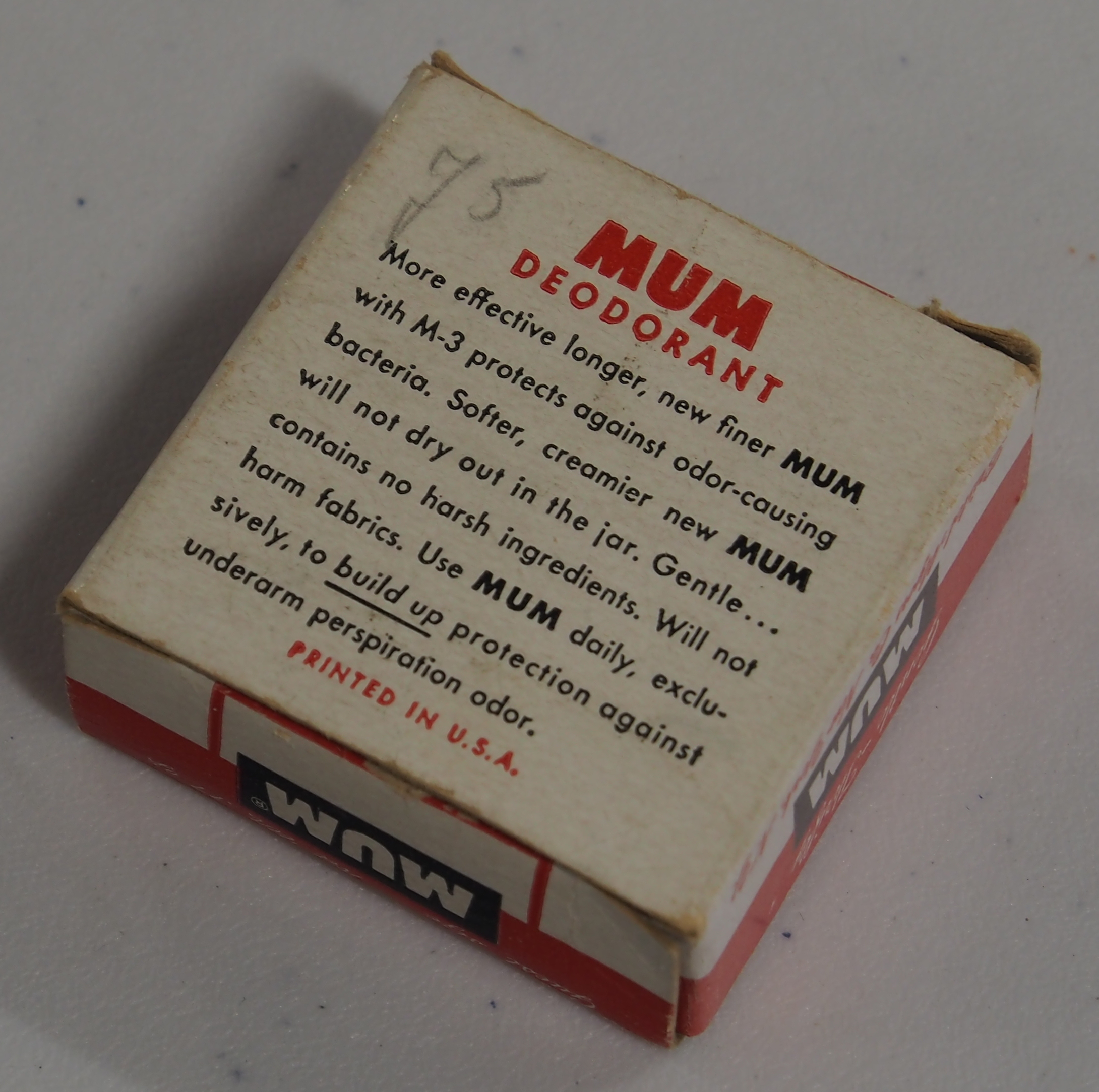
Foto einer frühen Deocreme. Die erste Deocreme wurde 1888 als Mum in den USA auf den Markt gebracht.

Eine wirksame Deocreme ist, wie andere Formen auch, einfach aus für jedermann erhältlichen Grundstoffen selbst herzustellen und wird deshalb für Konsumenten, die bestimmte Inhaltsstoffe vermeiden oder besonders ökologisch handeln möchten, als nachhaltige Alternative zu herkömmlichen Produkten aus dem Drogeriesortiment propagiert.
Wegen der einfachen Herstellung und der – aufgrund der Ablehnung von Deos mit Aluminiumsalzen durch viele Verbraucher – Nachfrage nach Alternativen für herkömmliche Deodorants gehörte Deocreme zunächst vor allem zum Sortiment verschiedener Naturkosmetik-Startups. Etablierte Kosmetikmarken griffen den Trend auf.

### Inhaltsstoffe
Die Hauptbestandteile einer Deocreme bilden Stärke z. B. Kartoffelstärke (Solanum tuberosum starch) und Natriumhydrogencarbonat (Sodium Bicarbonate, Natron). In kosmetischen Produkten dient die Kartoffelstärke als Bindemittel, Quellmittel und Viskositätsregler. Natriumhydrogencarbonat verhindert die Entstehung eines Schweißgeruchs wahrscheinlich durch chemische Bindung der geruchsauslösenden Stoffe und durch pH-Wertsenkung. Kokosöl (Cocos nucifera oil) oder andere Pflanzenöle pflegen die Haut. Talk (Talc) wirkt absorbierend und nimmt geruchsbildende Stoffe auf.

### Aluminiumsalze
Aluminiumhaltige Deodorants stehen insbesondere seit einer Risikoeinschätzung des Bundesinstitut für Risikobewertung (BfR) aus dem Jahr 2019 in der Kritik. Die Einschätzung des BfR wurde ihrerseits kritisiert. Das BfR hat seine Einschätzung im Juli 2020 aufgrund neuer Studien relativiert und hält eine Gesundheitsgefährdung durch Antitranspirantien, die Aluminiumsalze enthalten nun für unwahrscheinlich.

## Anwendung
Deocreme hat eine fest-pastöse Konsistenz. Sie wird, in vom Hersteller empfohlener Dosierung, auf der Haut der Achselhöhlen aufgetragen.